# Juan José Pérez Rangel
Juan José Pérez Rangel, conocido como el "Asesino del Putxet" o "Asesino del párking", fue declarado culpable de la muerte a martillazos de dos mujeres en un aparcamiento privado del barrio barcelonés del Putxet en enero de 2003. Las víctimas fueron Maria Àngels Ribot y María Teresa de Diego. Los forenses destacaron que actuó con sadismo, ensañándose.
En diciembre de 2004, Juan José Pérez Rangel fue condenado a una pena máxima de 52 años de prisión por robo y asesinato.
Los hechos acontecidos inspiraron el guion de la película El asesino del parking.

## Crímenes
Los crímenes sucedieron en el aparcamiento de la calle Bertrán de Barcelona, en el barrio de Putxet. La primera víctima, María Àngels Ribot, de 49 años, fue asesinada el 11 de enero de 2003; ésta presentaba siete heridas de martillo en la cabeza y varias puñaladas en distintas partes del cuerpo. Además, le robó la tarjeta de crédito para sacar dinero.
María Teresa de Diego, de 46 años, fue asesinada el día 22 de enero del mismo año. Una vez inmovilizada, el asesino le asestó doce martillazos en el cráneo, lo que le provocó la muerte. Igualmente intentó sacar dinero con la tarjeta de crédito.